# Гимн демократической молодёжи мира
Гимн демократической молодёжи мира — популярная советская песня, написанная в 1947 году композитором А. Новиковым и поэтом Л. Ошаниным. Получил мировую известность и признание как гимн Всемирной федерации демократической молодёжи. Считался одним из ярких достижений советской песенной культуры.
Припев:
Песню дружбы запевает молодёжь,
Молодёжь, молодёжь.
Эту песню не задушишь, не убьёшь!
Не убьёшь! Не убьёшь!
Нам, молодым,
Вторит песней той
Весь шар земной!
Эту песню не задушишь, не убьёшь!
Не убьёшь! Не убьёшь!

## История создания
Музыка написана одним из крупнейших советских композиторов-песенников, Анатолием Новиковым, под впечатлением от прочитанного в газете сообщения о расстреле студентов Афинского университета, уклонившихся от призыва в монархическую армию (в Греции в конце 1940-х годов шла гражданская война между коммунистами и силами монархического режима). Текст написал известный поэт-песенник Лев Ошанин.
По воспоминаниям Бетти Глан с просьбой написать песню о мире, о дружбе народов к Новикову обратился музыкант Иван Михайлович Смыслов, руководитель хора города Вичуга. Просьба была передана лично на творческой встрече с композитором в марте 1947 года в Доме культуры города Вичуга. На этой встрече присутствовал поэт Лев Ошанин.
Возвращаясь на следующий день из Вичуги с устроителем творческой встречи, Бетти Глан, Новиков обсуждал с ней известные к тому времени революционные и молодёжные песни разных стран и народов, французские — «Молодая гвардия», «Привет солдатам 17-го полка», итальянские — «Аванти пополо», о Красной Армии, английские — маршевую рабочую «Когда придет революция», немецкие и югославские, других народов. Глан напевала композитору их мелодии, тот записывал, а в середине апреля прислал ей письмо, в котором охарактеризовал сочинённую им мелодию как «микст-сплав на маршево-танцевальной основе». Ожидались слова Ошанина.
Прослушивая потом песню, Глан, по собственному признанию, отмечала про себя интонации и ритмы знакомых ей зарубежных мелодий.
Впервые песня была исполнена на Страговском стадионе в Праге 25 июля 1947, в день открытия I Всемирного фестиваля молодёжи и студентов. Первым исполнителем «Гимна» стал певец Георгий Абрамов. Гимн был удостоен первой премии на конкурсе песен фестиваля, а в следующем году автор, композитор А. Г. Новиков получил за него Сталинскую премию второй степени.
В 1949 году Всемирная федерация демократической молодёжи приняла это сочинение официальным гимном демократической молодёжи мира.

## Влияние на культуру
Считавшийся одним из ярких достижений советской культуры, гимн переведён на многие языки народов мира, причём уже через короткое время во французский вариант был добавлен ещё один куплет — про песню, вырвавшуюся из тюрьмы на волю, в итальянском пели о подвигах партизан-антифашистов, свои слова придумали на музыку гимна африканцы.
По словам профессора Л. Пичурина, популярность песни помогла искоренить неправильное (с ударением на первый слог) произношение слова «молодёжь», весьма распространённое в те годы — ведь с таким ударением спеть строки «Песню дружбы запевает мо́лодежь, // Мо́лодежь, мо́лодежь» довольно трудно.
Строчка «Эту песню не задушишь, не убьёшь» стала крылатым выражением. В полной литературных и музыкальных аллюзий поэме И. Бродского «Представление» эта строка предстаёт усечённой и абсурдно-зловеще переосмысленной: «Что попишешь? Молодёжь./ Не задушишь, не убьёшь». Панк-пародию на гимн написала Янка Дягилева.